# 6417 Liberati
6417 Liberati este un asteroid din centura principală de asteroizi.

## Descriere
6417 Liberati este un asteroid din centura principală de asteroizi. A fost descoperit pe 4 decembrie 1993 la Stroncone de Antonio Vagnozzi. El prezintă o orbită caracterizată de o semiaxă mare de 2,59 ua, o excentricitate de 0,18 și o înclinație de 3,9° în raport cu ecliptica.